# Emesis aerigera
Emesis aerigera is een vlindersoort uit de familie van de prachtvlinders (Riodinidae), onderfamilie Riodininae.
Emesis aerigera werd in 1910 beschreven door Stichel.